# Marksistowsko-Leninowska Komunistyczna Partia Grecji
Marksistowsko-Leninowska Komunistyczna Partia Grecji (grec. Μ-Λ Κομμουνιστικό Κόμμα Ελλάδας, Marxistiko-Leninistiko Kommunistiko Komma Elladas) – grecka skrajnie lewicowa i maoistowska partia polityczna.
Ugrupowanie zostało założone w 1976, w większości przez działaczy Organizacji Marksistów-Leninistów Grecji (OMLE), grupy maoistowskich rozłamowców z Komunistycznej Partii Grecji, większa część działaczy OMLE utworzyła partię pod nazwą Komunistyczna Partia Grecji (marksistowsko-leninowska).
W wyborach w 2000 roku, partia startowała z Komunistycznej Organizacji Greckiej otrzymując 5,866 głosów. W wyborach parlamentarnych z roku 2004, ML KKE startowała samodzielnie, otrzymując 4846 głosy. W wyborach 2007, ML KKE otrzymał 8,088 głosów (0,11%).
W wyborach do parlamentu w 2009, partia uzyskała 5,506. W wyborach do Europarlamentu w tym samym roku ugrupowanie uzyskało 13,142.
W wyborach parlamentarnych w 2012 roku startując w koalicji z Komunistyczną Partią Grecji (marksistowsko-leninowską) (KKE(m-l) uzyskała 16,049 głosów (0,25%).
Partia wydaje gazetę Laikos Dromos.